# Modlíkov (Nadějkov)
Modlíkov (německy Modlikau) je malá vesnice, část obce Nadějkov v okrese Tábor v Jihočeském kraji. Nachází se asi 2,5 kilometru jihozápadně od Nadějkova. Je zde evidováno 9 adres. V roce 2011 zde trvale žilo 28 obyvatel.
Modlíkov je také název katastrálního území o rozloze 0,89 km².

## Historie
První písemná zmínka o vesnici pochází z roku 1394.
Prvním doloženým majitelem byl Matyáš Luknas z Měšetic u Sedlce na počátku 15. století. Z nálezů řídícího nadějkovského učitele Františka Fikkera a z nálezů, které byly v roce 1893 objeveny mezi usedlostmi čp. 9 a čp. 3, se usuzuje, že zde bývalo panské sídlo okolo 13.–14. století.
Mlýn Micáskov se nachází u potoka Cedronu u silnice na Milevsko. Mlýn byl postavený v roce 1620 Petrem Mýčaskem. V provozu byl do roku 1951.
U Hromadovského mlýna bývala v 16. století krčma a později v 19. století i dnes již zaniklá pila.

## Obyvatelstvo
| Rok            | 1869 | 1880 | 1890 | 1900 | 1910 | 1921 | 1930 | 1950 | 1961 | 1970 | 1980 | 1991 | 2001 | 2011 | 2021 |
| -------------- | ---- | ---- | ---- | ---- | ---- | ---- | ---- | ---- | ---- | ---- | ---- | ---- | ---- | ---- | ---- |
| Počet obyvatel | 69   | 75   | 71   | 51   | 52   | 60   | 52   | 31   | 35   | 29   | 32   | 31   | 29   | 28   | 18   |
| Počet domů     | 12   | 12   | 11   | 9    | 9    | 9    | 9    | 9    | 9    | 8    | 7    | 9    | 9    | 9    | 10   |

## Obecní správa
Při sčítání lidu v letech 1850–1960 Modlíkov byl samostatnou obcí, se kterým patřil nejprve do okresu Sedlčany, ale v roce 1950 v okrese Milevsko. V letech 1961–1979 byl částí obce Petříkovice v okrese Písek. Od 1. ledna 1980 je částí obce Nadějkov v okrese Písek, ale od 24. listopadu 1990 v okrese Tábor. V letech 1950–1960 k obci patřily Brtec a Vratišov.

## Pamětihodnosti
- Skalní kaple z roku 1927 se nachází u komunikace do vsi ve směru Milevsko–Nadějkov.
- Přímo ve vesnici na soukromém pozemku se nalézá zdobný kříž na vysokém kamenném podstavci. Je reliéfně zdobený motivem kalicha.
- Kamenný kříž s datací 1899 na podstavci se nachází u odbočky do vesnice.

## Pověsti
První pověst se vztahuje k místní skalní kapličce. Místní rodák Štěpán Dvořák z čp. 3 od mala toužil být knězem, ale protože se nedostal do semináře, po vyplacení svého podílu z chalupy se rozhodl si splnit další sen. Navštívil poutní místo v Lurdech. V cizině onemocněl, jeho šance na uzdravení nebyly velké. Učinil slib, že pokud se uzdraví, nechá zbudovat kapli, jakou viděl v Lurdech při svém putování. Když se uzdravil, svůj slib splni. Kaple byla postavená na místě, kde se před lety (13. února 1861) udál zázrak. Tehdy se při pohřbu matky devíti dětí z nedalekého mlýna ukázala zvláštní sluneční záře, která byla vykládaná jako znamení Lurdského zázraku, ke kterému došlo před třemi roky v ten den. Kaple byla vysvěcená roku 1927.
Socha Panny Marie, která je v kapli, je pouze sádrová replika. Původní dřevěná socha Panny Marie z Mariazell, kterou vyřezal italský mistr, byla ukradená. Stejný osud postihl i další dvě sochy.
Druhá pověst se vztahuje k mlýnu Micáskov. V dřívějších dobách zde žila lakotná chalupnice, která i když byla celkem bohatá, toužila mít víc peněz. Když jednou o půlnoci se u ní objevil čert a sliboval, že bude nesmírně bohatá, pokud mu upíše duši. Bohatství si měla užívat po dobu čtyřiceti let, pak půjde do pekla. Chalupnice podepsala. Domluvená doba uběhla, čert se dostavil, ale jí se do pekla nechtělo. Vymluvila se, že pokud jí čert do kohoutího kokrhání přinese kámen z jeruzalémského kostela, půjde bez okolků. Čert odletěl. Kámen přinesl k Micáskovu, když kohouti kokrhali. Vzteky hodil kamenem a chtěl se vypořádat s chalupnicí. Ta ale nelenila a hodila na zem růženec, on zakopl a upadl přes kámen. Dodnes je v tom kameni vytlačený otisk jeho těla. Kámen, který přinesl, se údajně nachází po pravé straně u Lurdské kapličky a má jinou strukturu než ostatní. Kámen s čertovým otiskem je mezi mlýnským náhonem a silnicí.

## Galerie

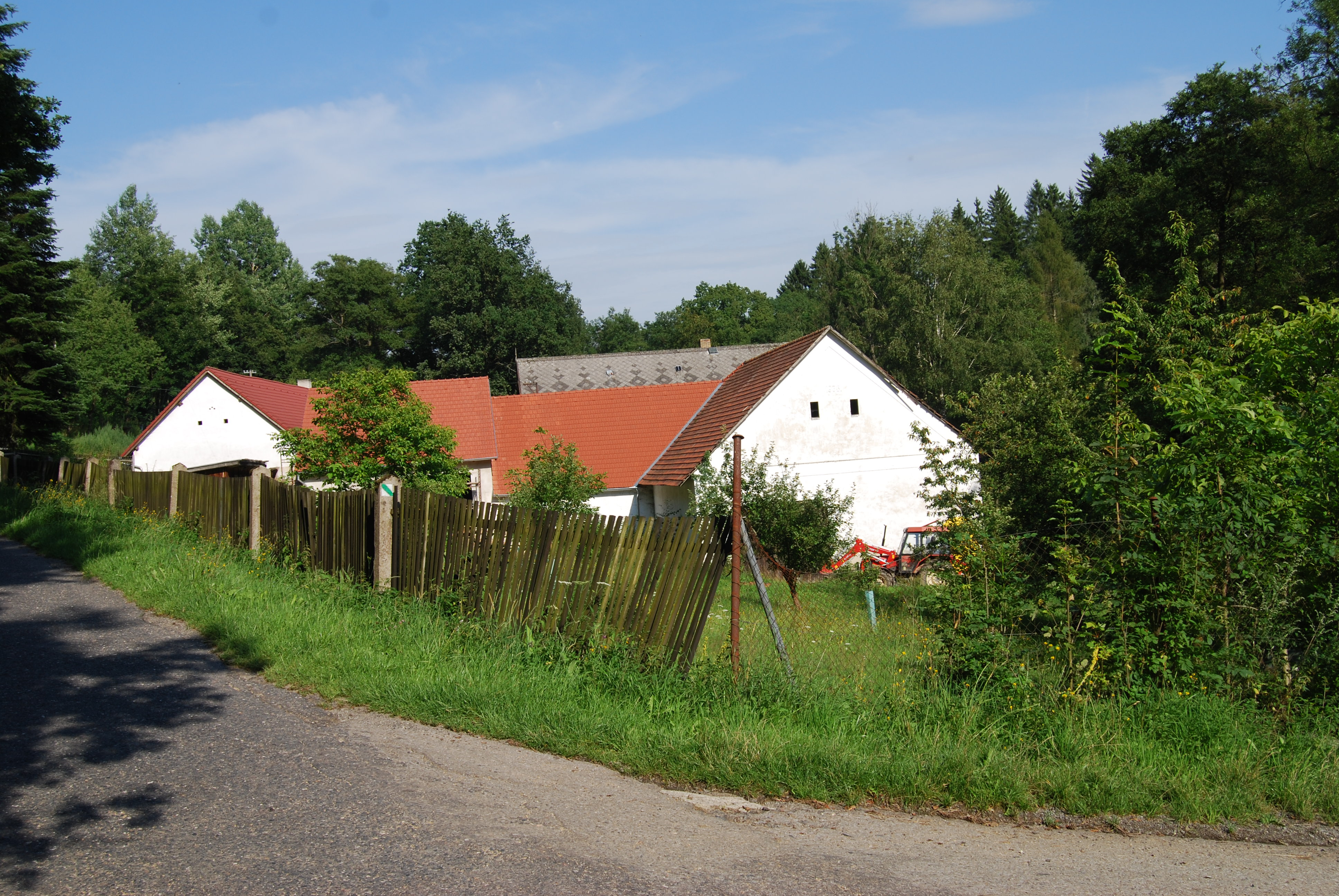
Mlýn Micáskov
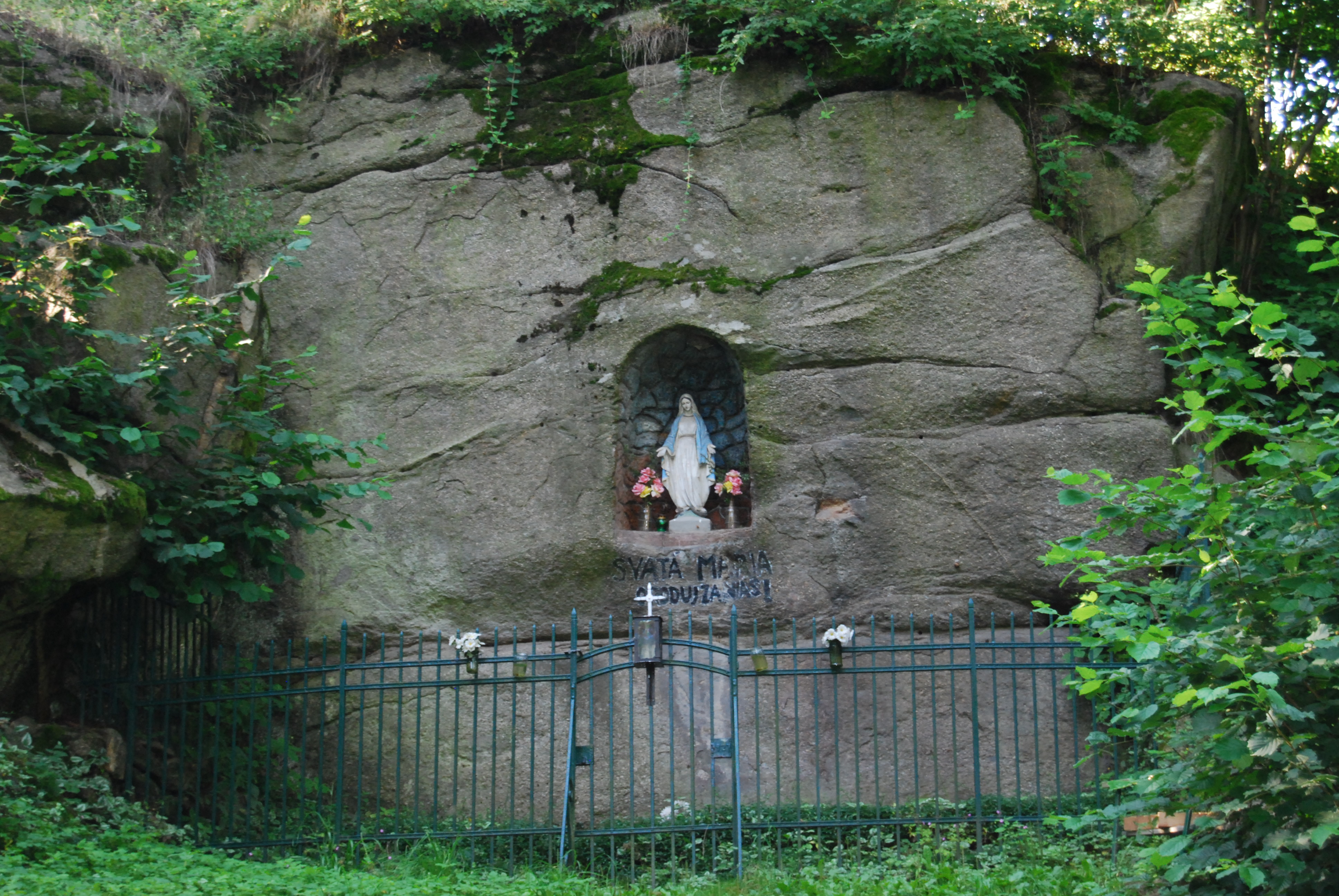
Skalní kaple
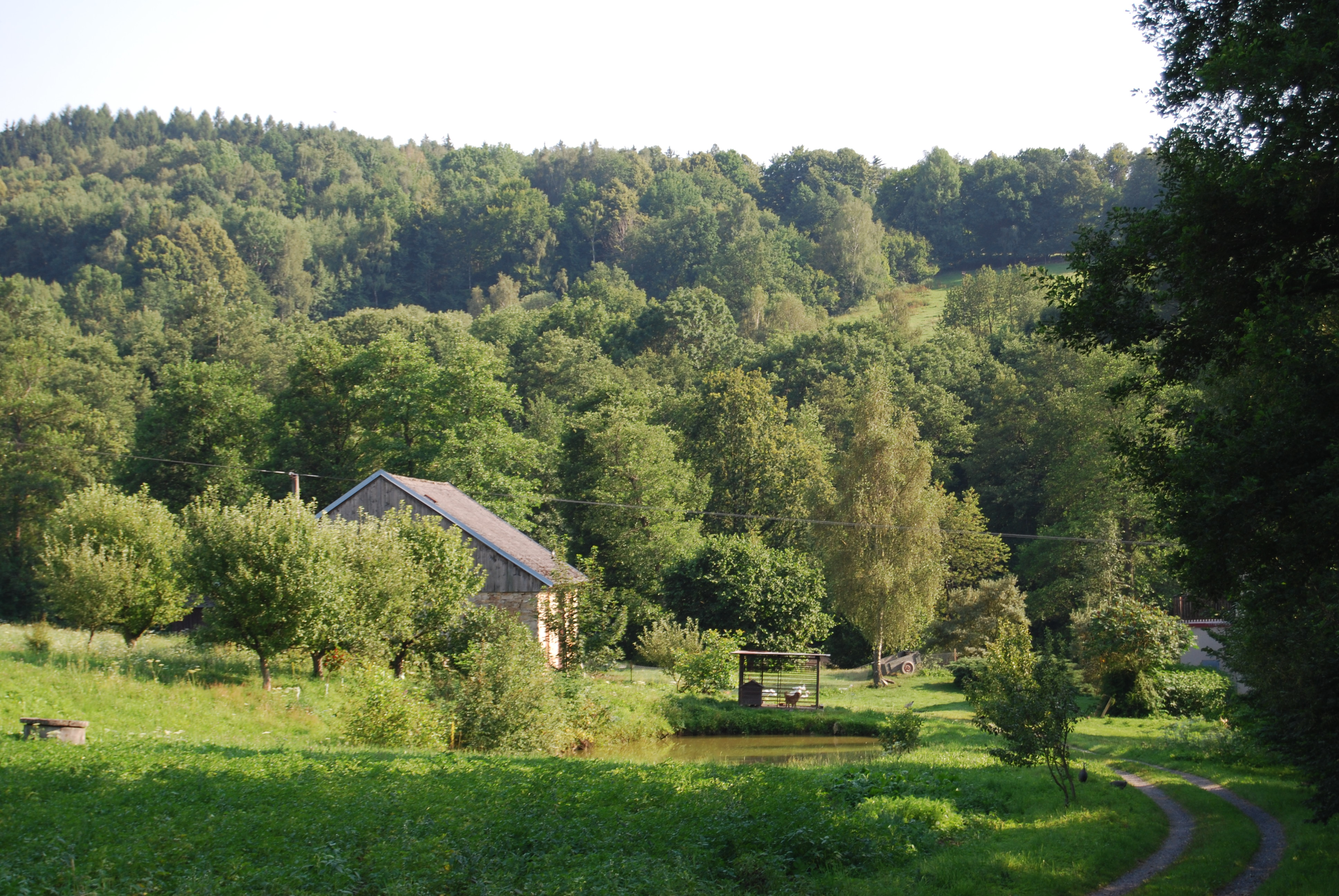
Pohled na okolí
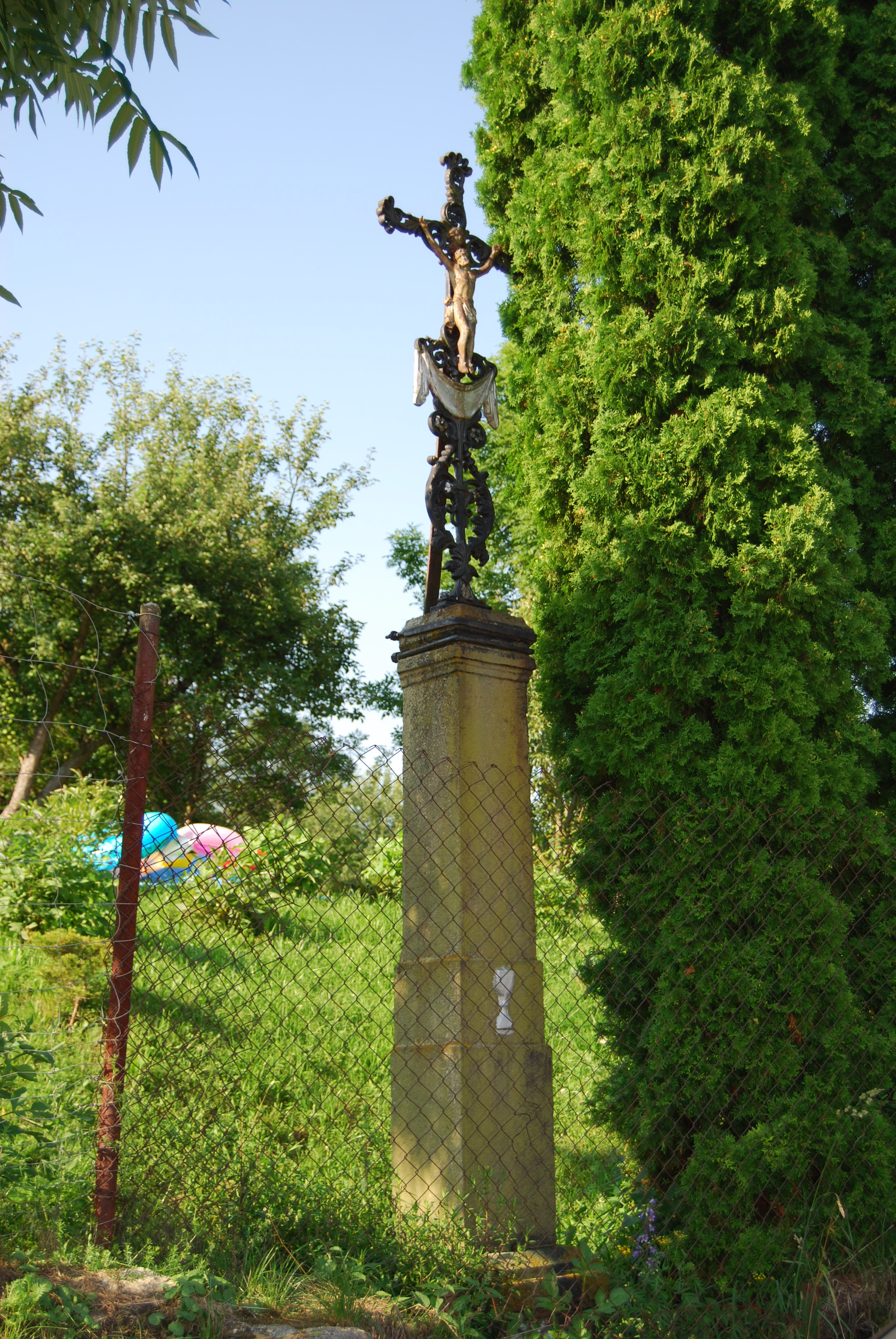
Kříž ve vesnici
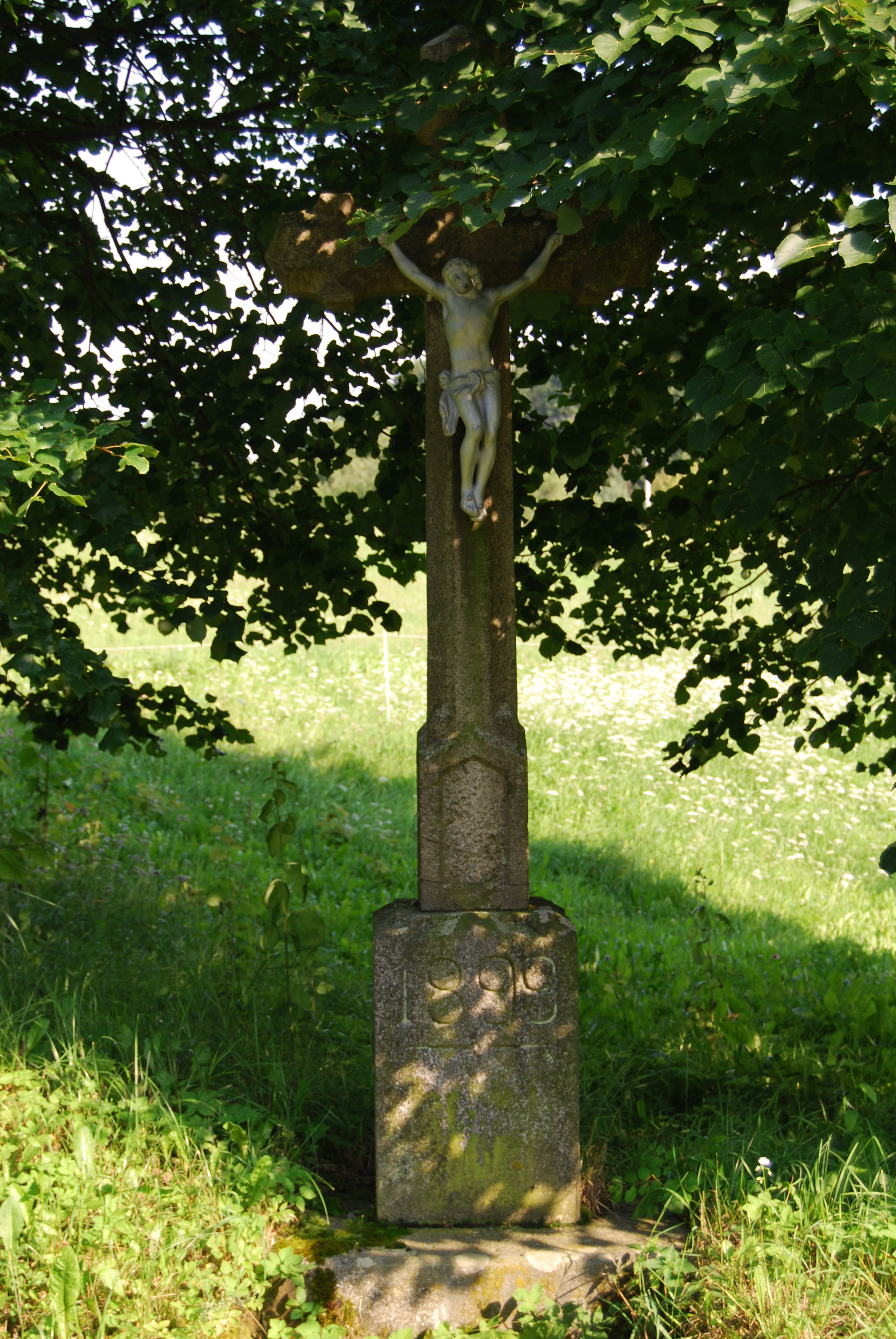